# Цзяньго Лю
Цзяньго «Джек» Лю (Jianguo «Jack» Liu; род. 1963) — американский эколог, пионер Sustainability science. Доктор философии (1992), заслуженный Университетский профессор Университета штата Мичиган, член Американского философского общества (2015) и Американской академии искусств и наук (2018).

## Биография
Окончил Hunan Agricultural University (бакалавр, 1983). В 1986 году получил степень магистра в Китайской АН и с того же года по 1988 год работал там же ассистентом-исследователем. В 1992 году в Университете Джорджии получил степень доктора философии.
Являлся постдоком в Гарвардском университете (1992—1994), после чего в 1995 году поступил ассистент-профессором в Университет штата Мичиган и затем там ассоциированный и полный профессор, с 2005 года заслуженный Университетский профессор, также занимает Rachel Carson Chair in Sustainability и является директором Центра интеграции систем и устойчивого развития (Center for Systems Integration and Sustainability). Одновременно с 1998 года приглашённый профессор Китайской АН и с 2002 года аффилированный исследователь Института социальных исследований Мичиганского университета. В 2001—2002 гг. приглашённый учёный в Стэнфордском университете (у Пола Эрлиха и Гретхен Дейли), в 2008 году — в Гарвардском университете (у William C. Clark), в 2009 году — в Принстонском университете (у Саймона Левина).
В 2008—2010 гг. президент US-IALE. С 2010 года почётный профессор Университета Ланьчжоу (КНР). Основатель CHANS-Net.org. Автор публикаций в Nature и Science, в последнем состоит членом совета обзорных редакторов. Всего у него около двух десятков публикаций в Science, Nature, PNAS. Он автор более 250 публикаций.
Фелло Американской ассоциации содействия развитию науки (2010) и Экологического общества Америки.

## Награды и отличия
- CAREER Award[англ.], Национальный научный фонд (1997)
- Стипендия Гуггенхайма (2006)
- Ralf Yorque Memorial Competition Award for the best scientific publication of 2013 — за статью «Framing Sustainability in a Telecoupled World», опубликованную в Ecology and Society в июне того года[7]
- Distinguished Landscape Ecologist Award, US-IALE (2018)
- Eminent Ecologist Award[англ.] (2022)
- Distinguished Service Award, US-IALE
- Sustainability Science Award, Американское экологическое общество
- Aldo Leopold Leadership Fellowship, Американское экологическое общество